# Contea di Colleton
La contea di Colleton (in inglese, Colleton County) è una contea dello Stato della Carolina del Sud, negli Stati Uniti. La popolazione al censimento del 2000 era di 38 264 abitanti. Il capoluogo di contea è Walterboro.

## Geografia
La contea si trova nel centro-sud dello Stato e si affaccia sull'Oceano Atlantico. Il confine sud-ovest è costituito dal fiume Salkehatchie, quello nord dal fiume Edisto, mentre una sua ramificazione forma il confine sud-est. La costa atlantica è paludosa e include parte delle Sea Islands. Il territorio è generalmente pianeggiante, con diverse foreste o zone paludose.

### Contee confinanti
- Contea di Orangeburg - nord
- Contea di Dorchester - nord-est
- Contea di Charleston - est
- Contea di Beaufort - sud
- Contea di Hampton - sud-ovest
- Contea di Allendale - ovest
- Contea di Bamberg - nord-ovest

## Storia
L'area era abitata dai nativi Cusabo quando gli europei cominciarono a colonizzare la Carolina a fine del XVII secolo. La contea fu istituita nel 1785 e fu chiamata così in onore di Sir John Colleton, proprietario terriero della Carolina. La contea fu poi abolita nel 1791 e riformata nel 1800.

## Comuni
L'unica city è Walterboro, il capoluogo.

### Towns
- Cottageville
- Edisto Beach
- Lodge
- Smoaks
- Ruffin
- Williams